# Pod paprsky Zářícího
Pod paprsky Zářícího byl komiksový cyklus vycházející v letech 1973 až 1976 v časopisu ABC. Skládal se z příběhů Příhody Malého boha, Příchod bohů a Kruanova dobrodružství. Bývá označován za kultovní český komiks druhé poloviny 20. století. Každý příběh vycházel po dobu jednoho ročníku a měl 24 stran. Autorem scénářů byl Vlastislav Toman, kreslil jej František Kobík. Souhrnné označení Pod paprsky Zářícího je pozdější a objevilo se teprve v souborném vydání v ABC speciál 1985. Příhody Malého boha byly v roce 2009 v anketě webu Komiksárium vyhlášeny osmým nejlepším českým komiksem všech dob.

## Vznik
V letech 1968 až 1971 vycházely v ABC populární komiksy Dobrodružství Johna Cartera a Dobrodružství Thuvie z Ptarhu na motivy knih Edgara Rice Burroughse. Čtenáři si žádali pokračování a redakce zvažovala zařazení dalších komiksů podle děl téhož autora. Jednání o autorských právech však byla neúspěšná, a tak padlo rozhodnutí vytvořit původní komiks podobného zaměření. Šéfredaktor Vlastislav Toman se inspiroval dvěma povídkami ze své knihy Příchod bohů a napsal podle nich scénáře prvních dvou příběhů. Vzhledem k úspěchu u čtenářů následně vznikl i původně neplánovaný třetí příběh Kruanova dobrodružství.

## Charakteristika
Jedná se o příběh zasazený na vzdálenou Žlutou planetu, na které žijí primitivní humanoidní kmeny. Příslušníci kmene Gron-c-chů se setkávají s pozemským průzkumným robotem – Malým bohem – a později s pozemskými astronauty. Hrdinové příběhu se utkávají s rasou vesmírných otrokářů Hor-tidů, kteří zotročují obyvatele Žluté planety.

## Děj

### Příhody Malého boha
Na Žluté planetě žijí Gron-c-chové, kmen primitivních lovců a sběračů. Jednoho dne k nim přilétá z vesmíru sonda, která přiváží průzkumného robota, jejž Gron-c-chové nazvou Malý bůh, jelikož ho považují za dítě svého boha Zářícího (slunce). Pozemšťané, kteří robota vyslali, k nim jeho prostřednictvím vysílají holografické zprávy, ve kterých příslušníky kmene naučí používat různé vylepšené nástroje jako luk, sekeru či loď s plachtou. Gron-c-chové, zejména náčelník Ru a kněžka Kan, prožívají s Malým bohem různé dobrodružné příhody, při nichž je robot vždy ochraňuje před nebezpečím.

### Příchod bohů
Komiks Příchod bohů je volným pokračováním komiksu Příhody Malého boha. V Příchodu bohů se pozemšťané vydávají na Žlutou planetu s cílem zjistit, proč se odmlčel robot Malý bůh a také s cílem kontaktovat obyvatele Žluté planety. Po příletu hvězdoletu na oběžnou dráhu Žluté planety dva členové posádky, Art a Lina, sestoupí na planetu pomocí malého diskoletu. Po přistání se ihned setkávají s lidmi kmene Gron-c-chů, kteří je přivítají jako bohy, a zažívají mnohá dobrodružství na cestě hledání ztraceného Malého boha a také náčelníka Gron-c-chů Rua a jeho družky Kan – souboj s létajícími ještěry moai, záchrana Nota, náčelníka kmene Ron-o-tů před nebezpečným dravcem a souboj s nebezpečnými čtyřrukými Ušatci. Lidé nakonec nalezli poškozeného Malého boha a poté i Ru a Kan, kteří byli zajati Ušatci a vězněni v jejich doupatech. Malý bůh byl zprovozněn a Ru a Kan zachráněni. Dalším úkolem lidí bylo naučit obyvatele Žluté planety různým dovednostem usnadňujícím život – používání luku a šípu, lasa, ovládání zvířat podobných koním, stavba pecí, výroba kovových nástrojů, stavba domů a opevnění a mnohé další dovednosti. Příběh končí odletem lidí ze Žluté planety po zdárném ukončení všech jejich úkolů. Malý bůh však zůstal nadále na pomoc. Ruovi a Kan se narodí syn Kruan, budoucí hrdina následujících komiksů.

### Kruanova dobrodružství
Mladý Kruan, syn náčelníka Rua a jeho ženy Kan, úspěšně podstoupil zkoušku dospělosti, během níž musel splnit několik úkolů. Když krátce nato přijde ke Gron-c-chům žádat o pomoc muž ze sousedního kmene Ron-o-tů, který napadli záhadní čtyřrucí válečníci Bug-ové, vydá se Kruan s přítelem Mbunou a několika dalšími muži na výzvědy. Při dalším útoku Bug-ů na Ron-o-ty se Kruanovi a jeho přátelům podaří nájezdníky zajmout a dozvídají se od nich, že Bug-ové prchají ze své vlasti Zelené země před Hor-tidy, kteří přišli z nebe a zotročují obyvatele Žluté planety. Kruan dojedná s Bug-i mír, celý jejich kmen se může usadit poblíž Gron-c-chů. Spolu s Mbunou a Ar-getem, synem náčelníka Bug-ů, se pak Kruan vydává na cestu do Zelené země, zjistit více o Hor-tidech. Po cestě se seznámí s kmenem Vodních lidí a ke skupině se připojí Tila, dcera místního náčelníka. Mbuna a Tila jsou zajati Hor-tidy, kteří by si chtěli podmanit i Gron-c-chy. Kruan a Ar-get se jim vydají na pomoc. Když se na orbitě objeví loď pozemšťanů, které přivolal robot Malý bůh, pokusí se Hor-tidé uprchnout ve své kosmické lodi, ta je ale zničena.

### Kruanova cesta
Pozemšťané, kmenem Gron-c-chů nazýváni Zářící, se vrátili na Žlutou planetu a osvobodili ji od vesmírných pirátů Hor-tidů, kteří si zde zřídili svou základnu a zotročovali místní obyvatele. Zářící se rozhodli, že je nutné zajistit, aby se do budoucna obyvatelé Žluté planety dokázali ubránit sami. Proto vezmou několik vybraných mladých mužů včetně Kruana a Mbuny na svou kosmickou loď a podrobí je výcviku, aby jim předali pokročilé znalosti a technologie. Po návratu se Kruan, Mbuna a Ar-get vydají k Vodním lidem, kterým chtějí předat nabyté vědomosti. Kruan chce též navštívit Tilu, která se má brzy stát jeho ženou. Po příjezdu však zjistí, že Tila byla unesena a vydávají se ji zachránit. Cestou potkávají dívku Sinaju, uprchlou otrokyni, která jim sdělí, že Hor-tidé stále přebývají na Žluté planetě a mají v horách tábor plný otroků, kde vězní i Tilu. Kruan a jeho přátelé se spojí s vůdcem otroků Bar-durem, který přislíbí pomoc. V přestrojení za otroky proniknou do sídla Hor-tidů v Burácející hoře, Ar-get je ale zajat Hor-tidy, kteří na něm provádějí pokusy, při nichž ho operativně připraví o dvě z jeho čtyř rukou. Mbuna a Sinaja objeví v Burácející hoře „sál života“, kde jsou umístěny zárodky Hor-tidů, jsou však zajati. Kruanovi se je podaří osvobodit, později i Ar-geta a Tilu. Základnu Hor-tidů zničí tím, že do nitra Burácející hory vypustí obsah podzemního lávového jezera. Zahynou přitom všichni Hor-tidé a otroci jsou osvobozeni. Kruan s přáteli i Sinajou, která se zamilovala do Mbuny, se vrací zpět ke Gron-c-chům.

### Kruan a bohyně
Lidé z Černých hor přicházejí za Gron-c-chy, aby je požádali o pomoc. Dříve žili v míru s obyvateli sousedních ostrovů, Jezerními lidmi. Ti se k nim teď ale začali chovat nepřátelsky, prý z nařízení svých bohů Hor-tidů. Kruan, který se domníval, že všichni Hor-tidé již byli zničeni, se s Mbunou a Ar-getem ihned vydává na cestu. V horách jsou napadeni mužem, kterému Hor-tidé nařídili zaútočit na Gron-c-chy. Posléze jsou zajati skupinkou žen, které je pokládají za služebníky Hor-tidů, nakonec se k nim ale připojí na výpravě proti Hor-tidům. Když jsou později ženy zajaty Hor-tidy, dostávají se ke kněžce Zan, Bohyni Jezerního lidu, která přislíbí spolupráci. Ar-get se na ostrovech setkává se svým klonem, kterého vytvořili Hor-tidé z jeho nedávno amputovaných rukou. Kruan spolu s horaly zaútočí na sídlo Hor-tidů na Jezerních ostrovech. Hor-tidé se dostanou do úzkých a pokoušejí se na poslední chvíli uprchnout ve své kosmické lodi. Kruan s Mbunou však zničí kosmickou loď paprskem síly a Jezerní lid je osvobozen.

### Kruan a služebníci zla
Ke Žluté planetě dorazí pozemská kosmická loď a na palubě jsou i dvojčata Art a Lina, děti prvních pozemšťanů z druhého dílu. Ti při obletu planety nešťastně ztroskotají a setkají se s Kruanem. Při průzkumu původního přistávacího modulu „Vejce“ se propadnou do podzemí. Z kosmické lodi vysílají na zem další posily. V podzemí a posléze i na zemi se setkávají se zahalenými postavami – služebníky zla, tzv. Zlouny. Při jejich pronásledování se dostávají až k jejich hlavě, kterou je poslední z Hor-tidů Or-tan. Zvítězí nad ním, ale kosmická loď na oběžné dráze se setkává s neznámým hvězdoletem, který loď nečekaně zničí. Posádka se zachrání na Žluté planetě. Zde příběh končí.

## Pokračování Kruan z kmene Gron-c-chů
Na původní cyklus navázala druhá trilogie, dodatečně nazvaná Kruan z kmene Gron-c-chů. Ta se skládala z dílů Kruanova cesta (1987–88, 24 stran), Kruan a bohyně (1995–1997, 32 stran) a předčasně ukončený Kruan a pozemšťané (1998–99, 18 stran). Všechny byly poprvé publikovány v ABC, v posledně jmenovaném nahradil Františka Kobíka kreslíř Filip Škoda. Podle recenze na serveru Komiks.cz tato pokračování nedosahují kvality původních dílů. V roce 2010 vyšel třetí díl přepracovaný pod názvem Kruan a služebníci zla (2009–10, 20 dvoustran), který kreslil Michal Kocián.

## Film
Režisér a producent Tomáš Krejčí začal v roce 2006 na motivy příběhů chystat podklady pro filmovou podobu komiksu pod titulem Kruanova dobrodružství, přičemž byl zvažován i navazující 26dílný seriál. Krejčí však současně pracoval na ambiciózním projektu sci-fi filmu Poslední z Aporveru, jehož přípravy provázely vleklé problémy a soudní spory. Ty poznamenaly i získávání finančních prostředků na Kruanova dobrodružství, kvůli čemuž se natáčení dlouhodobě odkládalo. Teprve po ztroskotání prací na Posledním z Aporveru, začal dostávat obrysy tento snímek. Scénář napsal Robert Geisler, v hlavních rolích se měli objevit herci Filip Cíl, Marie Doležalová, Václav Jiráček nebo Šárka Vaculíková. Za účelem získávání finančních prostředků vznikl i několikavteřinový teaser a krátký film o připravovaném natáčení snímku, přičemž fanouškovská základna vybrala 181 210 korun v rámci sbírky na crowdfundingovém serveru HitHit. Přesto se projekt nepodařilo rozhýbat a v roce 2019 autor předlohy Vlastislav Toman zažádal o navrácení autorských práv.